# Концертный зал (Котка)
Концертный зал в городе Котка был построен в 1907 году по проекту ведущих финских архитекторов того времени Элиэля Сааринена и Германа Гезеллиуса в стиле северного модерна для размещения народного дома и других учреждений Социал-демократической партии Финляндии. В здании 21-23 июля 1907 года проходила Третья конференция РСДРП («Вторая общероссийская»), в работе которой принимал участие В. И. Ленин.
В июне 1941 года, в самом начале Великой Отечественной войны, здание серьезно пострадало во время советской бомбардировки и было восстановлено только к началу пятидесятых годов.
С 1980-х годов в здании располагается Культурный центр Котки и проходят концерты симфонического оркестра Кюми (фин. Kymi Sinfonietta). Часть помещений осталась во владении комитета Социал-демократической партии Финляндии с рестораном и конференц-залом, где проводятся разнообразные встречи, собрания и партийные съезды.